# Vanxains
Vanxains är en kommun i departementet Dordogne i regionen Nouvelle-Aquitaine i sydvästra Frankrike. Kommunen ligger i kantonen Ribérac som tillhör arrondissementet Périgueux. År 2022 hade Vanxains 692 invånare.

## Befolkningsutveckling
Antalet invånare i kommunen Vanxains
Referens:INSEE